# Pachyrotula raceki
Pachyrotula raceki är en svampdjursart som först beskrevs av Rützler 1968.  Pachyrotula raceki ingår i släktet Pachyrotula och familjen Spongillidae. Inga underarter finns listade i Catalogue of Life.